# Hotelloods
Hotelloods is een ambtenaar in sommige Nederlandse gemeenten die belast is met de taak de initiatieven in de hotelbranch door het woud van bureaucratische regels van de overheid te helpen. De taken van een hotelloods hebben vaak te maken met het hotelvastgoed, ruimtelijke ordening en vergunningen. Tevens fungeert de hotelloods als een koppelaar tussen de hotelier, overheid en ontwikkelaar. 
De benaming 'loods' betekent in letterlijke zin de 'gids'. Dit woord komt veel voor in het jargon van de scheepvaart waar grote schepen bij het benaderen van een drukke haven wordt 'binnengeloodst' door een gids die de waterwegen goed kent. De hotelloods moet deze gidsfunctie bekleden. 
De hotelbranch is vaak verbonden met toerisme, Amusement en evenement. De hotelloods komt voor bij Nederlandse gemeente die geliefd is bij de toeristen en congresgangers en waar sprake is van urgentie. Denk bijvoorbeeld aan de tekort aan hotelkamers of juist een grote leegstand van hotelvastgoed. Ondanks dat hotelloods een gangbare functienaam is, is bij dit woord bij grote publiek niet duidelijk wat het betekent. Daarom zijn veel hotelloods ook bekend onder functienamen als beleidscoördinator, beleidsmedewerker, beleidsadviseur voor economie, vrijetijdseconomie, vastgoed enz. Afhankelijk van de organisatie is deze functie ondergebracht bij Dienst Ruimtelijke Ordening, Dienst Economie of Grondbedrijf van de gemeente. 